# 1114
1114（千百十四、一一一四、せんひゃくじゅうし、せんひゃくじゅうよん）は、自然数また整数において、1113の次で1115の前の数である。

## 性質
- 1114は合成数であり、約数は1, 2, 557, 1114である。
  - 約数の和は1674。
- 325番目の半素数であり、1つ前は1111、次は1115。
- 1114 = 12 + 23 + 34 + 45
  - n = 4 のときの {\displaystyle \sum _{k=1}^{n}k^{k+1}} の値とみたとき1つ前は90、次は16739。(オンライン整数列大辞典の数列 A062815)
- 各位の和が7になる45番目の数である。1つ前は1105、次は1123。(オンライン整数列大辞典の数列 A052221)
- 各位の積が4になる11番目の数である。1つ前は411、次は1122。(オンライン整数列大辞典の数列 A199987)
- 数の中に3桁のゾロ目をもつ14番目の数である。1つ前は1113、次は1115。(オンライン整数列大辞典の数列 A033284)

## その他 1114 に関連すること
- 西暦1114年
- 紀元前1114年
- 『11:14』は、2003年に製作されたアメリカ合衆国の映画。
- 『1114』は、日本の男性歌手・EXILE SHOKICHIが2019年に発表したアルバム。